# Antonivka, Berezne
Antonivka (în ucraineană Антонівка) este un sat în comuna Kameanka din raionul Berezne, regiunea Rivne, Ucraina.

## Demografie
Componența lingvistică a localității Antonivka
     Ucraineană (99,41%)
     Alte limbi (0,58%)
Conform recensământului din 2001, majoritatea populației localității Antonivka era vorbitoare de ucraineană (99,41%), existând în minoritate și vorbitori de alte limbi.